# Al Martino
Al Martino (7 de outubro de 1927 – 13 de outubro de 2009) foi um cantor e ator norte-americano, teve seu auge entre os anos 1950 e 1970.
No cinema interpretou Johnny Fontane, personagem que teria sido inspirado no cantor Frank Sinatra, no filme O Poderoso Chefão de 1972. O cantor americano morreu aos 82 anos, em Springfield, Filadélfia, na mesma casa onde passou a infância.

## Discografia

### Albuns
- 1959: Al Martino
- 1960: Swing Along With Al Martino
- 1962: The Exciting Voice of Al Martino (U.S. No. 109)
- 1962: The Italian Voice of Al Martino (U.S. No. 57)
- 1963: I Love You Because (U.S. No. 7)
- 1963: Painted, Tainted Rose (U.S. No. 9)
- 1963: Love Notes
- 1964: A Merry Christmas
- 1964: I Love You More and More Every Day/Tears and Roses (U.S. No. 31)
- 1964: Living a Lie (U.S. No. 13)
- 1965: My Cherie (U.S. No. 19)
- 1965: Somebody Else is Taking My Place (U.S. No. 42)
- 1965: We Could (U.S. No. 41)
- 1966: Spanish Eyes (U.S. No. 8)
- 1966: Think I'll Go Somewhere and Cry Myself to Sleep (U.S. No. 116)
- 1966: This is Love (U.S. No. 57)
- 1967: Daddy's Little Girl (U.S. No. 23)
- 1967: This Love for You (U.S. No. 99)
- 1967: Mary in the Morning (U.S. No. 63)
- 1968: Love is Blue (U.S. No. 56)
- 1968: This is Al Martino (U.S. No. 129)
- 1969: Jean (U.S. No. 196)
- 1969: Sausalito (U.S. No. 189)
- 1970: Can't Help Falling in Love (U.S. No. 184)
- 1970: My Heart Sings (U.S. No. 172)
- 1972: Love Theme from 'The Godfather' (U.S. No. 138)
- 1975: To the Door of the Sun (U.S. No. 129)
- 1976: In Concert: Recorded With the Edmonton Symphony Orchestra (live)
- 1976: Sing My Love Songs
- 1977: Time after time
- 1978: Al Martino Sings
- 1978: Al Martino
- 1982: All of Me
- 1993: The Voice to Your Heart; produced by Dieter Bohlen in Germany
- 2006: Come Share the Wine
- 2011: Thank You

### Compilações
- 1968: The Best of Al Martino (U.S. No. 108)
- 1999: The Legendary Al Martino

### Singles
| Ano  | Titles (Lado A/Lado B)                                                                                  | U.S. Billboard | U.S. Cash Box | U.S. AC | UK  | Album                                           |
| ---- | --- | -------------- | ------------- | ------- | --- | ----------------------------------------------- |
| 1952 | "Here in My Heart" b/w "I Cried Myself To Sleep"                                                        | 1              | 2             |         | 1   | Non-album tracks                                |
| 1952 | "Take My Heart" b/w "I Never Cared"                                                                     | 12             |               |         | 9   | Non-album tracks                                |
| 1952 | "I've Never Seen" b/w "Say You'll Wait For Me"                                                          |                |               |         |     | Non-album tracks                                |
| 1953 | "Now" b/w "In All This World"                                                                           |                | 25            |         | 3   | Non-album tracks                                |
| 1953 | "Rachel" b/w "One Lonely Night"                                                                         | 30             | 21            |         | 10  | Non-album tracks                                |
| 1953 | "Here In My Arms" b/w "There's Music In You"                                                            |                |               |         |     | Non-album tracks                                |
| 1953 | "When You're Mine" b/w "This Night I'll Remember"                                                       | 27             |               |         |     | Non-album tracks                                |
| 1953 | "All I Want Is A Chance" b/w "You Can't Go On Forever Breaking My Heart"                                |                |               |         |     | Non-album tracks                                |
| 1954 | "Melancholy Serenade" b/w "Way, Paesano (Uei...Paesano)"                                                |                |               |         |     | Non-album tracks                                |
| 1954 | "Wanted" b/w "There'll Be No Teardrops Tonight"                                                         |                |               |         | 4   | Non-album tracks                                |
| 1954 | "The Story Of Tina" b/w "Say It Again"                                                                  |                |               |         | 10  | Non-album tracks                                |
| 1954 | "Don't Go To Strangers" b/w "When"                                                                      |                |               |         |     | Non-album tracks                                |
| 1955 | "The Man From Laramie" b/w "To Please My Lady"                                                          |                |               |         | 19  | Non-album tracks                                |
| 1955 | "Love Is Eternal" b/w "The Snowy, Snowy Mountains"                                                      |                |               |         |     | Non-album tracks                                |
| 1956 | "A Love To Call My Own" b/w "The Girl I Left In Rome"                                                   |                |               |         |     | Non-album tracks                                |
| 1957 | "I'm Sorry" b/w "I'm A Funny Guy"                                                                       |                |               |         |     | Non-album tracks                                |
| 1958 | "Here In My Heart" b/w "Two Lovers"                                                                     |                |               |         |     | Non-album tracks                                |
| 1959 | "I Can't Get You Out of My Heart" b/w "Two Hearts Are Better Than One"                                  | 44             | 43            |         |     | Non-album tracks                                |
| 1959 | "Darling, I Love You" b/w "The Memory Of You"                                                           | 63             | 52            |         |     | Non-album tracks                                |
| 1960 | "Summertime" b/w "I Sold My Heart" (Non-album track)                                                    |                |               |         | 49  | Swing Along With Al Martino                     |
| 1960 | "Dearest (Cara)" b/w "Hello My Love"                                                                    |                | 106           |         |     | Non-album tracks                                |
| 1960 | "Only The Broken Hearted" b/w "Journey To Love"                                                         |                |               |         |     | Non-album tracks                                |
| 1960 | "Our Concerto" b/w "In My Heart Of Hearts"                                                              |                |               |         |     | Non-album tracks                                |
| 1960 | "Come Back To Me" b/w "It's All Over But The Crying"                                                    |                |               |         |     | Non-album tracks                                |
| 1961 | "Little Boy, Little Girl" b/w "My Side Of The Story"                                                    | 109            | 92            |         |     | Non-album tracks                                |
| 1961 | "Here in My Heart" (re-recording) b/w "Granada"                                                         | 86             | 102           | 17      |     | The Exciting Voice Of Al Martino                |
| 1961 | "Pardon" b/w "Another Time, Another Place"                                                              |                |               |         |     | Non-album tracks                                |
| 1962 | "There's No Tomorrow" b/w "The Memory Of You"                                                           |                |               |         |     | Non-album tracks                                |
| 1962 | "Love, Where Are You Now (Toselli Serenade)" b/w "Exodus"                                               | 119            |               |         |     | The Exciting Voice Of Al Martino                |
| 1962 | "Because You're Mine" b/w "Make Me Believe"                                                             |                |               |         |     | The Exciting Voice Of Al Martino                |
| 1963 | "I Love You Because" b/w "Merry-Go-Round"                                                               | 3              | 3             | 1       | 48  | I Love You Because                              |
| 1963 | "Painted, Tainted Rose" b/w "That's The Way It's Got To Be"                                             | 15             | 19            | 3       |     | Painted, Tainted Rose                           |
| 1963 | "Living A Lie" b/w "I Love You Truly" (from Painted, Tainted Rose)                                      | 22             | 23            | 8       |     | Living A Lie                                    |
| 1964 | "My Side Of The Story" b/w "It's All Over But The Crying"                                               |                |               |         |     | Non-album tracks                                |
| 1964 | "I Love You More and More Every Day" b/w "I'm Living My Heaven With You"                                | 9              | 11            | 3       |     | I Love You More and More Every Day              |
| 1964 | "Tears and Roses" b/w "A Year Ago Tonight" (Non-album track)                                            | 20             | 18            | 7       |     | I Love You More and More Every Day              |
| 1964 | "Always Together" /                                                                                     | 33             | 41            | 4       |     | We Could                                        |
| 1964 | "Thank You For Loving Me"                                                                               | 118            | 96            |         |     | Non-album tracks                                |
| 1964 | "I Can't Get You Out of My Heart" (reissue) b/w "Come Back To Me"                                       | 99             |               |         |     | Non-album tracks                                |
| 1964 | "We Could" b/w "Sunrise To Sunrise"                                                                     | 41             | 44            | 6       |     | We Could                                        |
| 1964 | "Silver Bells" b/w "You're All I Want For Christmas"                                                    |                | 145           |         |     | A Merry Christmas                               |
| 1965 | "My Heart Would Know" b/w "Hush...Hush, Sweet Charlotte"                                                | 52             | 50            | 11      |     | Somebody Else Is Taking My Place                |
| 1965 | "Somebody Else Is Taking My Place" /                                                                    | 53             | 64            | 11      |     | Somebody Else Is Taking My Place                |
| 1965 | "With All My Heart"                                                                                     | 122            | 99            |         |     | Somebody Else Is Taking My Place                |
| 1965 | "My Cherie" /                                                                                           | 88             | 79            | 26      |     | My Cherie                                       |
| 1965 | "Ramona"                                                                                                |                | tag           |         |     | Painted, Tainted Rose                           |
| 1965 | "Forgive Me" b/w "What Now, My Love" (from My Cherie)                                                   | 61             | 73            | 7       |     | Spanish Eyes                                    |
| 1966 | "Spanish Eyes" b/w "Melody Of Love" (From My Cherie)                                                    | 15             | 16            | 1       | 5 A | Spanish Eyes                                    |
| 1966 | "Think I'll Go Somewhere and Cry Myself To Sleep" b/w "Hello Memory"                                    | 30             | 33            | 2       |     | Spanish Eyes                                    |
| 1966 | "Wiederseh'n" b/w "The Minute You're Gone"                                                              | 57             | 61            | 3       |     | Think I'll Go Somewhere and Cry Myself to Sleep |
| 1966 | "Just Yesterday" b/w "By The River Of Roses" (from Spanish Eyes)                                        | 77             | 71            | 12      |     | This Is Love                                    |
| 1966 | "The Wheel of Hurt" b/w "Somewhere In This World"                                                       | 59             | 57            | 12      |     | Daddy's Little Girl                             |
| 1967 | "Daddy's Little Girl" b/w "Devotion" (From This Love For You)                                           | 42             | 46            | 2       |     | Daddy's Little Girl                             |
| 1967 | "Mary in the Morning" b/w "I Love You and You Love Me"                                                  | 27             | 27            | 1       |     | Daddy's Little Girl                             |
| 1967 | "More Than the Eye Can See" b/w "Red Is Red" (from Mary In The Morning)                                 | 54             | 47            | 1       |     | This Is Al Martino                              |
| 1967 | "A Voice In the Choir" b/w "The Glory Of Love" (from This Is Al Martino)                                | 80             | 81            | 5       |     | Non-album track                                 |
| 1968 | "Love Is Blue" b/w "I'm Carryin' The World On My Shoulders"                                             | 57             | 60            | 3       |     | Love Is Blue                                    |
| 1968 | "Lili Marlene" b/w "Georgia"                                                                            | 87             | 82            | 7       |     | Love Is Blue                                    |
| 1968 | "Wake Up To Me Gentle" b/w "If You Must Leave My Life"                                                  | 120            | 125           | 21      |     | Wake Up To Me Gentle                            |
| 1969 | "I Can't Help It" b/w "I Can See Only You"                                                              | 97             | 93            | 10      |     | Wake Up To Me Gentle                            |
| 1969 | "Sausalito" b/w "Take My Hand For A While"                                                              | 99             | 62            | 13      |     | Sausalito                                       |
| 1969 | "I Started Loving You Again" B b/w "Let Me Stay Awhile" (from Jean)                                     | 86             | 74            | 19      |     | Non-album track                                 |
| 1970 | "Can't Help Falling in Love" b/w "You're All The Woman That I Need"                                     | 51             | 57            | 5       |     | Can't Help Falling In Love                      |
| 1970 | "Walking In The Sand" b/w "One More Mile (and Darlin', I'll Be Home)" (from Can't Help Falling In Love) | 123            |               | 9       |     | To The Door Of The Sun                          |
| 1970 | "True Love Is Greater Than Friendship" b/w "The Call"                                                   |                | 110           | 33      |     | My Heart Sings                                  |
| 1971 | "Come Into My Life" b/w "One Pair Of Hands" (from My Heart Sings)                                       |                | 104           | 30      |     | To The Door Of The Sun                          |
| 1971 | "Losing My Mind" b/w "Too Many Mornings" (Non-album track)                                              |                |               | 39      |     | Summer of '42                                   |
| 1971 | "This Summer Knows" b/w "More Now Than Ever"                                                            |                |               |         |     | Summer of '42                                   |
| 1972 | "Speak Softly Love" b/w "I Have But One Heart"                                                          | 80             | 81            | 24      |     | Love Theme from 'The Godfather'                 |
| 1972 | "Canta Libre" b/w "Take Me Back"                                                                        |                |               | 37      |     | Non-album tracks                                |
| 1973 | "Hey Mama" b/w "If I Give My Heart To You" (Non-album track)                                            |                |               |         |     | The Very Best Of Al Martino                     |
| 1973 | "Daddy Let's Play" b/w "Mary Go Lightly (Como Un Nino)" (from To The Door Of The Sun)                   |                |               |         |     | Country Style                                   |
| 1975 | "To the Door of the Sun (Alle Porte del Sole)" b/w "Mary Go Lightly (Como Un Nino)"                     | 17             | 21            | 7       |     | To The Door Of The Sun                          |
| 1976 | "Volare" b/w "You Belong To Me"                                                                         | 33             | 41            | 9       |     | Sing My Love Songs                              |
| 1976 | "My Thrill" b/w "The More I See You"                                                                    |                |               | 43      |     | Sing My Love Songs                              |
| 1976 | "Sing My Love Song" (With The Mike Curb Congregation) b/w "May I Have The Next Dream With You"          |                |               | 24      |     | Sing My Love Songs                              |
| 1977 | "Kentucky Morning" b/w "Sweet Marlorene"                                                                |                | 110           | 26      |     | The Next Hundred Years                          |
| 1978 | "The Next Hundred Years" b/w "After The Lovin'"                                                         | 49             | 55            | 6       |     | The Next Hundred Years                          |
| 1978 | "One Last Time" b/w "Here I Go Again"                                                                   |                |               | 44      |     | The Next Hundred Years                          |
| 1979 | "Torero" b/w "Now That I Found You"                                                                     |                |               |         |     | Non-album tracks                                |
| 1980 | "Almost Gone" B-side unknown                                                                            |                |               |         |     | Non-album tracks                                |
| 1981 | "Look Around (You'll Find Me There)" "More Than Ever Now"                                               |                |               |         |     | Non-album tracks                                |
| 1982 | "You and I" b/w "If I Should Love Again"                                                                |                |               |         |     | Non-album tracks                                |
| 1982 | "What Your Love Did For Me" b/w "Warm Is When You Touch Me"                                             |                |               |         |     | Non-album tracks                                |

- A "Spanish Eyes" reached #5 in the UK on re-issue in 1973.[4]
- B "I Started Loving You Again" also peaked at #69 on Hot Country Songs.